# Gara Dorohoi
Gara Dorohoi este o gară și nod feroviar din județul Botoșani, Moldova, România.

## Vezi și
- Calea ferată Iași-Dorohoi
- Calea ferată Leorda–Dorohoi